# Batalla de Helgastaðir
Batalla de Helgastaðir (también batalla del Santuario) fue un conflicto armado que tuvo lugar en Helgastaðir, en Reykjardal, el 29 y 30 de agosto de 1220, durante el turbulento periodo de guerra civil conocido como Sturlungaöld. Se enfrentaron las fuerzas de Sighvatur Sturluson y Arnór Tumason contra el obispo Guðmundur Arason y sus seguidores.
El obispo Guðmundur había estado transitando sin rumbo con un centenar de seguidores hacia el norte, algo que no agradaba a los bóndi de la región que lo consideraban una intrusión y avisaron a Sighvatur y Arnór que hicieron un frente común. Los aliados del obispo se atrincheraron en una iglesia y durante una noche soportaron el asedio, pero por la mañana los asaltantes lograron abrir una brecha en la defensa y los seguidores del obispo lograron huir.
A partir de entonces todos los bandos mantuvieron una paz relativa, también el incondicional aliado del obispo Eyjólfur Kársson. El obispo se dirigió hacia el sur, a Oddi y pasó el invierno con Sæmundur Jónsson.